# 30 (tal)
30 er et lige heltal og det naturlige tal, som kommer efter 29 og efterfølges af 31.

## I matematik
- produktet af de tre første primtal og dermed et primorial ({\displaystyle 5\#})
- Et harshad tal

## Andet
- Der er 30 dage i månederne april, juni, september og november
- 30 er atomnummeret på grundstoffet zink
- 30 er international telefonkode for Grækenland.

- Wikimedia Commons har flere filer relateret til 30 (tal)

| Matematik | Spire Denne artikel om matematik er en spire som bør udbygges. Du er velkommen til at hjælpe Wikipedia ved at udvide den. |